# Peter Hendy
Peter Hendy, Ordem do Império Britânico (nascido em 19 de Março de 1953) iniciou a sua carreira na indústria do transporte público em 1975 como um estagiário graduado na London Transport, depois de graduar da Universidade de Leeds. Ele evoluiu na carreira, e finalmente assumiu o papel de director-geral da CentreWest London Buses Ltd, gerindo-a com a London Transport.
Ele conduziu a empresa através de um envolvimento pessoal com a aquisição de gestão, e posterior expansão. Após a aquisição da CentreWest por FirstGroup plc, Hendy se tornou director-adjunto de ônibus do Reino Unido para FirstGroup, responsável pelas operações de ônibus em Londres e no sul da Inglaterra, desenvolvimento de ônibus, o metro rápido e as operações em Hong Kong. 
Em 2001, ele foi nomeado para o cargo de Director Geral dos Transportes de Superfície para a Transport for London, com o apoio de Ken Livingstone, da prefeitura de Londres.
Em 17 de Janeiro de 2006, foi nomeado comissário da Transport for London, tendo-se na posição até 1 de Fevereiro de 2006.
No New Year's Honours List 2006, Hendy foi premiado com o CBE (Ordem do Império Britânico), juntamente com o director-geral do Metro, Tim O'Toole, por seu trabalho em manter o transporte público em Londres em funcionamento durante os atentados do metro de Londres de 2005.
Peter Hendy é casado com Sue Pendle (uma consultora de recursos humanos). Eles têm dois filhos, David e Anna.